# レッド・アラート
『レッド・アラート』(RED ALERT)は、1989年12月28日に日本テレネットから発売されたPCエンジンCD-ROM2用のアクションゲームである。北米では『LAST ALERT』のタイトルで発売された。
本作は『戦場の狼』に近いシステムを有しているほか、残機制ではなくライフ制なのでライフが0になった時点でゲームオーバーになる。

## 登場人物
ガイ・カザマ
声 - 神谷明
本作の主人公。
レナード長官
声 - 戸谷公次
ケイ
声 - 半谷きみえ
ダーク少佐
声 - 郷里大輔
カダト大佐
声 - 戸谷公次
ミスター・リー
声 - 龍田直樹
スティーブ会長
声 - 平野正人
ガルシア博士
声 - 銀河万丈

## スタッフ
- ビジュアルパート
  - 原作：おはやしゆきと
  - 脚本：松井文三
  - 演出・コンテ：浦上進
  - キャラクター・デザイン：浦上進
  - 原画：浦上進、田村稔、エンちゃん、ポンちゃん
  - グラフィック：ピーフとしまん、ビクトリー・遠藤、ザンギエフ、川畑りか、佐藤康之、NOVA
  - プログラム：JUNPEH、川出陽一
  - 作画総監督：浦上進
- ゲームパート
  - ゲーム・デザイン：おはやしゆきと
  - キャラクター・デザイン：寺尾（郁）光夫、ボーバングランド
  - 背景デザイン：はに丸あゆみ、まんま弘士、かじわらスラマー、金護寺小夜子
  - プログラム：羽成正己
  - 作曲：井上久夫、長谷部潤、村上真悟
  - 音響・効果：長谷部潤
  - レコーディング：長谷部潤
  - パッケージ・イラスト：古賀政男
- マニュアルライト：徳次郎
- マニュアルレイアウト：徳森裕子
- マーケティング・スタッフ：藤田光広、西田早苗、東浦由佳、青山端基、飯村清規、清水智子、徳次郎、松井文三
- 制作協力：アニメ・サウンド、スタジオタバック
- スペシャル・サンクス：NEC-HE、ハドソンソフト、福島和行
- プロデューサー：森山文幸
- ディレクター：羽成正己
- 制作：新日本レーザーソフト㈱
- 発売：㈱日本テレネット

## 評価
- ゲーム誌『ファミコン通信』の「クロスレビュー」では、5・7・8・4の合計で24点（満40点）となっており[4][2]、レビュアーの意見としては、「おもしろいのがビジュアルシーンで、これが『ブラッディウルフ』のノリでなかなか笑えるのだ」などと評されている[4]。

- その他、ゲーム誌『月刊PCエンジン』では80・85・80・80・75の平均80点、『PC Engine FAN』の読者投票による「ゲーム通信簿」での評価は以下の通りとなっており、21.27点（満30点）となっている[3]。また、この得点はPCエンジン全ソフトの中で219位（485本中、1993年時点）となっている[3]。同雑誌1993年10月号特別付録の「PCエンジンオールカタログ'93」では、「人間離れした体力を持った主人公が、単身、国際的な武装集団に立ち向かうという豪快なゲーム。装備できる武器は強力で種類も多い。ミッションは全部で6つ。ビジュアルシーンが豊富で、ストーリー性が高い」と紹介されている[3]。

| 項目 | キャラクタ | 音楽 | 操作性 | 熱中度 | お買得度 | オリジナリティ | 総合  |
| 得点 | 3.72       | 3.83 | 3.46   | 3.60   | 3.35     | 3.33           | 21.27 |